# A Legal Matter
"A Legal Matter" is een nummer van de Britse rockband The Who uit 1966.
Het is geschreven door Pete Townshend en werd opgenomen op 12 oktober 1965 in de Londense IBC Studios. Het is een van de nummers op het debuutalbum My Generation van de band, en is ook op single uitgebracht. In Europa werd het uitgebracht als single met B-kant "Instant Party" en in Amerika was het nummer de B-kant van de single "The Kids Are Alright". Beide singles werden uitgebracht door Shel Talmy zonder toestemming van de band, als resultaat van een juridisch geschil tussen Talmy en de band - de band had liever gezien dat "Substitute" op single werd uitgeracht.
Het nummer haalde de 32e positie in de Britse hitlijst en plek 22 in de Nederlandse Top 40.

## NPO Radio 2 Top 2000
A Legal Matter stond alleen in 2000 in de NPO Radio 2 Top 2000, op plek 1649.